# Monte Pelat
Il Monte Pelat è una montagna delle Alpi Marittime alta 3.051 m, che si trova nel dipartimento francese della Alpi dell'Alta Provenza.

## Caratteristiche
Si trova all'interno del parco nazionale del Mercantour.
Geologicamente è composta da rocce calcaree piuttosto disgregate.

## Salita alla vetta
La via normale di salita passa per la Conca del Pelat, situata ad ovest della vetta. Si può partire dal lago d'Allos, ove si trova un comodo rifugio alpino raggiungibile in auto, oppure dal colle della Cayolle, anch'esso percorso da strada asfaltata. Non presenta alcuna difficoltà di tipo alpinistico e si svolge interamente su sentiero, un po' esposto nella parte alta, ma privo di problemi particolari. Sulla vetta, se il tempo è limpido, si gode di un ampio panorama.